# Richie Rich (serie animata 1996)
Richie Rich è una serie animata prodotta da Harvey Films, Film Roman, Universal e distribuito da Claster Television.

## Personaggi
- Richie Rich
- Dollaro il cane
- Irona
- Freckles
- Gloria Glad
- Reggie Van Dough
- Tiny
- Cadbury
- Bascomb
- Richard Rich
- Chef Pierre
- Professor Keanbean
- Cadbury the Butler

## Episodi
1. One of a Kind
2. Nothing to Hiccup At
3. Richie's Great Race
4. Girls Only
5. Rich and Chocolatey
6. Richie's Circus
7. Dognapped
8. Back in the Saddle
9. Roughin' It
10. Bugged Out
11. Invasion of the Cadbury Robots
12. The Love Potion
13. Cleaned Out